# Le Roi Lear (Berlioz)
Vua Lear, Op.4 là bản overture của nhà soạn nhạc người Pháp Hector Berlioz. Berlioz đã sáng tác bản nhạc này vào năm 1831, lấy từ cảm hứng từ vở kịch cùng tên của đại văn hào người Anh William Shakespeare.